# Йопі Селбах
Йопі Селбах (нід. Jopie Selbach, 27 липня 1918 — 30 квітня 1998) — нідерландська плавчиня.
Олімпійська чемпіонка 1936 року.
Чемпіонка Європи з водних видів спорту 1934 року.